# 曼利 (明尼蘇達州)
曼利（英語：Manley）是位於美國明尼蘇達州羅克縣比弗克里克鎮區的一個非建制地區。

## 歷史
曼利的郵局於1890年設立，其後於1914年停運。

## 地理
曼利所處的海拔為高於海平面428米（即1404英呎），而該地所採用的時區為UTC-6，即北美中部時區（CST）。同時該地設有夏令時間，為UTC-6調快一小時，即UTC-5（CDT）。